# Wilhelm Brink

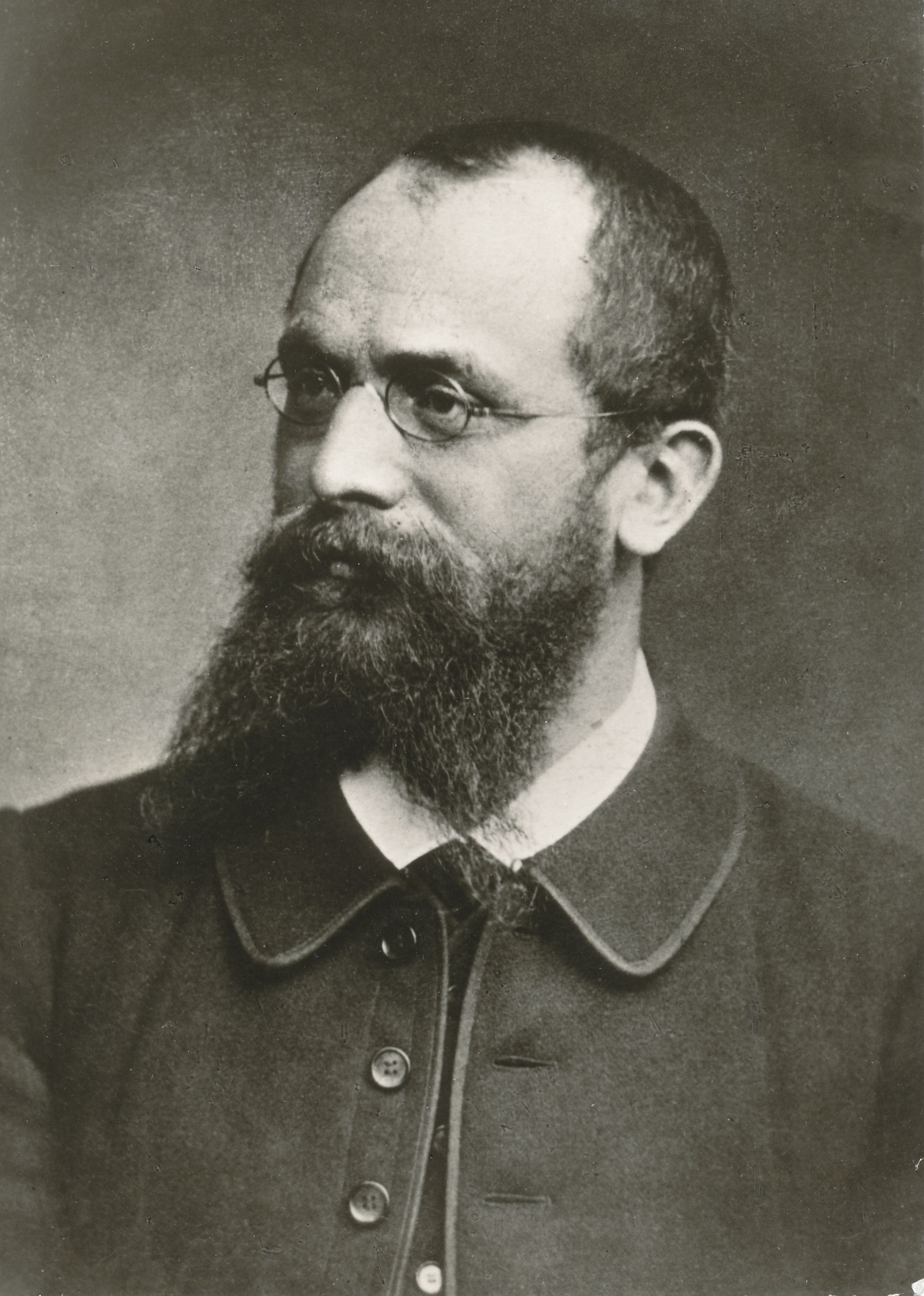
Wilhelm Brink

Carl Adolf Wilhelm Brink (* 2. April 1848 in Eibenstock; † 21. Januar 1912 in Offenbach am Main) war ein deutscher Politiker und Oberbürgermeister von Offenbach.

## Leben
Brink besuchte Volksschule und Gymnasium in Zwickau und studierte zwischen 1867 und 1872 Rechtswissenschaften und Volkswirtschaftslehre an den Universitäten in Leipzig und Jena. Er wurde 1866 mit Beginn seines Studiums in der Burschenschaft Arminia Leipzig aktiv. Während seiner im Februar 1873 beendeten Studienzeit diente er als Einjährig-Freiwilliger beim Schützenregiment Nr. 108 und nahm 1870/71 im Infanterie-Regiment Nr. 103 als Reserveoffizier am Krieg gegen Frankreich teil. Ab 1875 war er Ratsassessor in Chemnitz und ab 1876 Stadtrat in Plauen. Im Februar 1883 kam Wilhelm Brink als Bürgermeister nach Offenbach am Main und wurde im Oktober 1887 mit dem Titel „Oberbürgermeister“ beliehen. Nachdem Wilhelm Brink 1907 seine Tätigkeit in Offenbach aufgegeben hatte, war er Gutsdirektor auf einem Gut des Freiherrn von Büsing-Orville im oberbayerischen Zinneberg. 1911 war er Reichstagskandidat im Wahlkreis Offenbach-Dieburg für die Nationalliberale Partei.
Sein Bruder war Ernst Paul Brink, Oberbürgermeister von Glauchau.

## Verdienste
In einer Zeitungsnotiz der „Offenbach-Post“ aus dem Jahre 1982 wird geschrieben: „Oberbürgermeister Brink hat sich um unsere Stadt enorm verdient gemacht. Er war ein sehr einfacher Mensch, vor allem volksverbunden. Auf Grund seiner Umsicht, seiner strengen Rechtlichkeit konnte er für Offenbach viele eines besseren belehren.“ Bei seinem Ausscheiden aus dem Amt ehrten ihn die Bürger mit einem Fackelzug. Das Andenken an ihn währt bis in die heutige Zeit, so dass immer noch davon geredet wird, was er für die Stadt Offenbach insbesondere in Bezug auf Baumaßnahmen für den öffentlichen Verkehr, Bildung und das gesellschaftliche Leben geleistet hat. In Offenbach wurde eine Straße nach ihm benannt.